# Rotelsee
Der Rotelsee (auch Rotelschsee) ist ein künstlich angelegter Bergsee über dem Simplonpass auf 2030 m ü. M. Der See ist ein beliebtes Ausflugsziel und vom Simplonpass zu Fuss in fünf Minuten erreichbar. 
Der Rotelsee liegt am Fuss des Hübschhorns, 300 Meter von der Wasserscheide zwischen Rhone und Po entfernt. Das Wasser des Sees fliesst vorbei am Hospiz in den Chrummbach und weiter über die Doveria, die Tosa, den Tessin und den Po in die Adria. Teile des Wassers des Sees werden im Hospiz turbiniert. 
220 Meter nordwestlich des Sees befindet sich das Simplon-Hospiz der Augustiner-Chorherren. 500 Meter nordwestlich des Sees steht als Wahrzeichen des Simplons das Steinadler-Monument, das während des Zweiten Weltkriegs als Symbol der Wachsamkeit und zur Erinnerung an die «Wacht am Simplon» durch die Gebirgsbrigade 11 erstellt wurde.

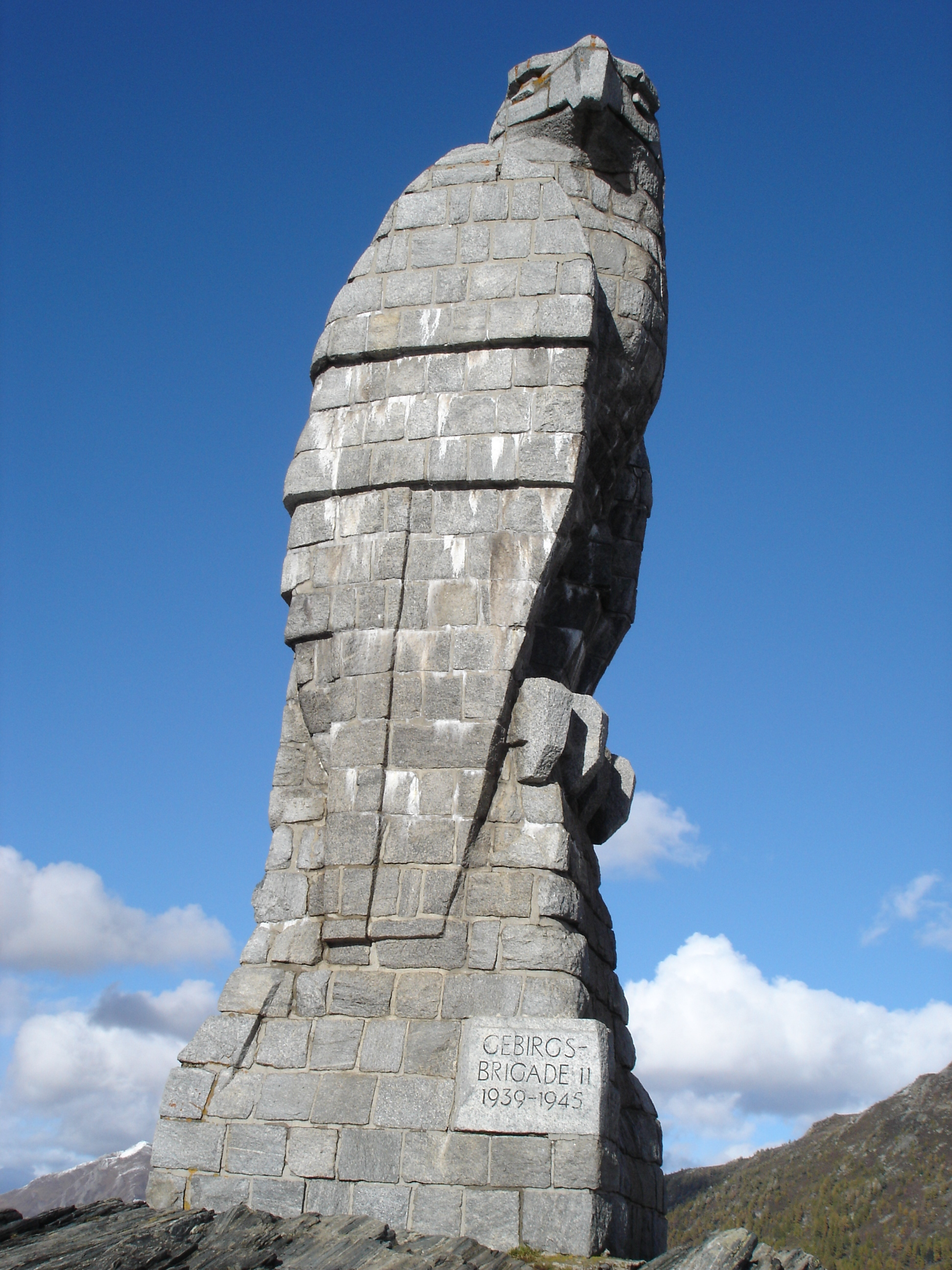
Steinadler-Monument
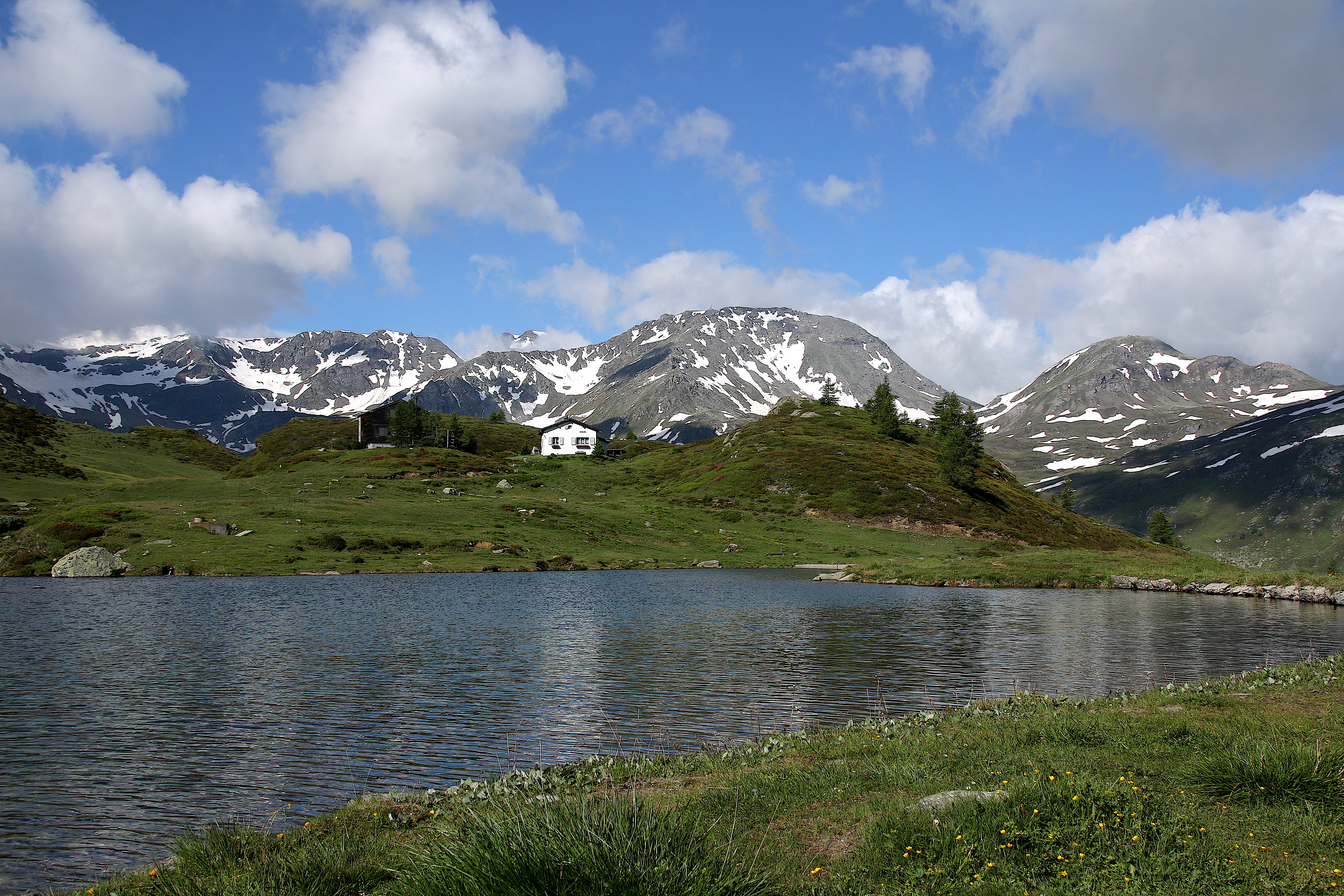
Rotelsee mit Galehorn und Magehorn (rechts)
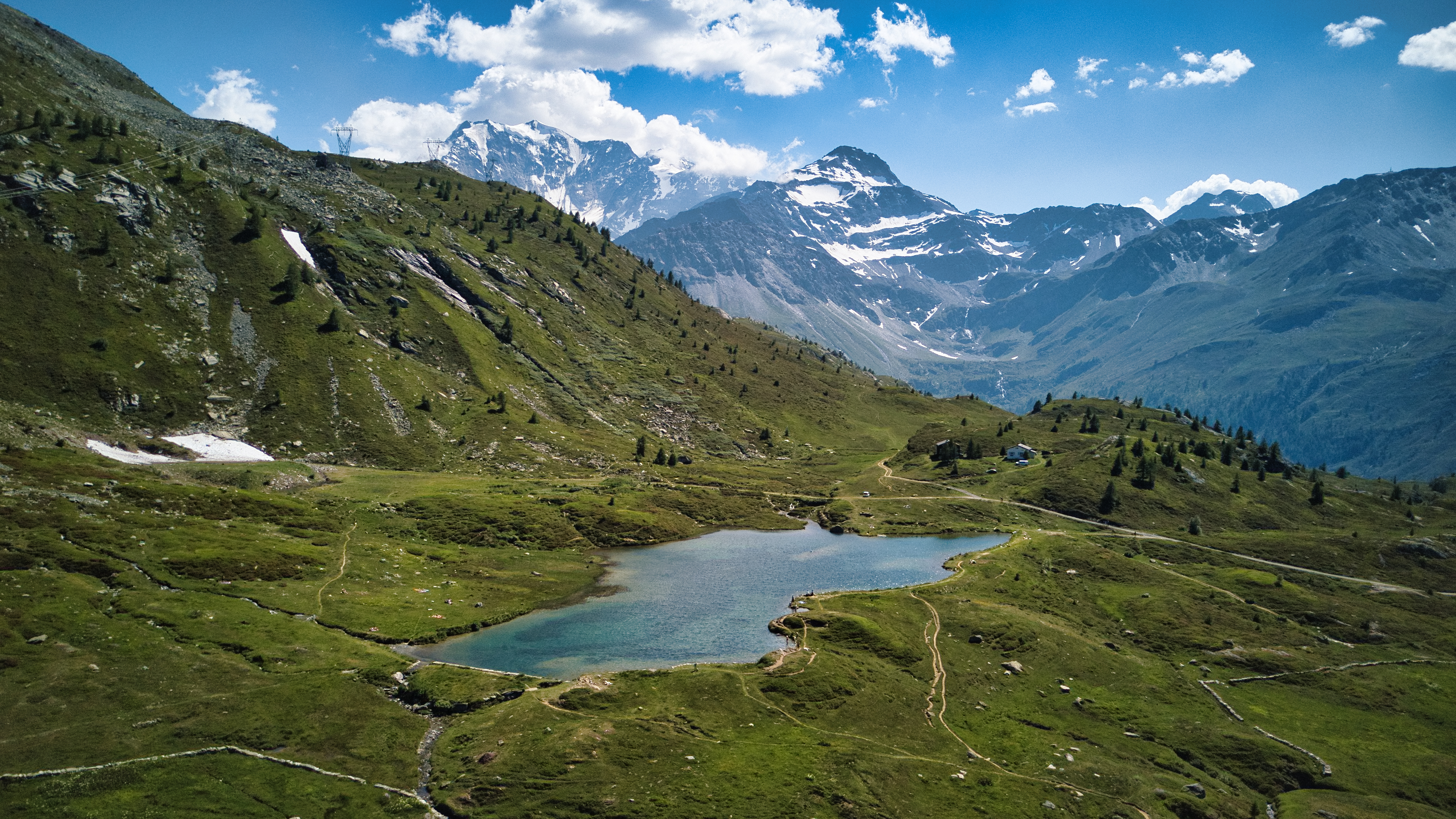
Rotelsee aus der Luft